# Maciej Szwoch
Maciej Mieczyslaw Szwoch, född 8 juni 1985 i Gdańsk, Polen, uppväxt i Trollhättan, är en svensk målvaktstränare och tidigare ishockeymålvakt. Han är för närvarande målvaktstränare i Färjestad BK.
Szwoch föddes i Polen men flyttade till Trollhättan i Sverige med sin familj när han var ett år gammal. Han började spela ishockey tidigt och gick hockeygymnasium i Tingsryd för att sedan spela seniorhockey i division 1 och division 2. Vid 22 års ålder lade han ner sin aktiva målvaktskarriär för att istället satsa på att bli målvaktstränare. Han studerade coachning och management på universitetet i Växjö. Säsongen 2007/2008 var han målvaktstränare för Växjö Lakers junior- och ungdomsverksamhet. Han var under en tid målvaktstränare för det norska ishockeylaget Frisk Asker. Inför säsongen 2011/2012 blev han värvad till MoDo Hockey. Där var han ansvarig målvaktstränare fram till säsongen 2015/2016 då han värvades av Färjestad.